# Idaho Steelheads
Idaho Steelheads är ett amerikanskt professionellt ishockeylag som spelar i den nordamerikanska ishockeyligan ECHL sedan 2003. De grundades dock 1997 för spel i West Coast Hockey League (WCHL). Laget spelar sina hemmamatcher i inomhusarenan Centurylink Arena, som har en publikkapacitet på 5 002 åskådare vid ishockeyarrangemang, i Boise i Idaho. Laget är samarbetspartner med Dallas Stars i National Hockey League (NHL) och Texas Stars i American Hockey League (AHL). De har vunnit två Kelly Cup, som är trofén till det lag som vinner ECHL:s slutspel.
Spelare som har spelat för dem är bland andra Richard Bachman, Jay Beagle, Conner Bleackley, Landon Bow, Jack Campbell, Sam Carrick, Richard Clune, B.J. Crombeen, Devin DiDiomete, Justin Dowling, Dan Ellis, Aaron Gagnon, Luke Gazdic, Eric Hartzell, Justin Johnson, Nick Johnson, Zenon Konopka, Maxime Lagacé, Kellan Lain, Carson McMillan, Emil Molin, Kael Mouillierat, John Nyberg, Steven Oleksy, Greg Rallo, Henrik Samuelsson, Gemel Smith, Weston Tardy, Mathieu Tousignant, Bryce Van Brabant, János Vas, Mitch Wahl, Tom Wandell och Francis Wathier.